# Imeni Wasyla Szuszmana
Imeni Wasyla Szuszmana (ukr. Імені Василя Шушмана) – przystanek kolejowy w pobliżu miejscowości Ważne, w rejonie odeskim, w obwodzie odeskim, na Ukrainie.
9 sierpnia 2023 przystanek otrzymał nową nazwę. Nazwany został na cześć Wasyla Szuszmana – mieszkającego w pobliskiej Wyhodzie długoletniego pracownika kolei, który 29 grudnia 2022 poległ na froncie wojny rosyjsko-ukraińskiej.